# Lagoa Vermelha
Lagoa Vermelha é um município brasileiro do estado do Rio Grande do Sul. Sua população, de acordo com estimativas do Instituto Brasileiro de Geografia e Estatística (IBGE), é de 27 807 habitantes em 2019.

## História
A partir do século XVI, o território foi ocupado por gado, trazido pelos jesuítas das reduções. Em pouco tempo, o rebanho tornou-se bravio e selvagem, reproduzindo-se em mais de um milhão de cabeças.
A localidade conhecida como fundos dos campos de Vacaria, era rota de tropeiros vindos de diversos pontos do Estado em direção à Feira de Sorocaba e vice-versa. Por aqui paravam para descansar antes de prosseguir viagem. Esse caminho, teria sido aberto entre 1734 e 1736.
A quantidade de gado disperso, a beleza natural da região e a crise no comércio de mulas, por volta de 1840, atraíram posseiros de São Paulo e do Paraná, que passaram a dedicar-se à pecuária.
Logo começaram a surgir os problemas de legitimidade das posses. Foi este o caso das terras do fazendeiro José Ferreira Bueno, que tinha posse de uma fazenda de alguns milhares de hectares. José Ferreira Bueno era capitão da guarda nacional, com serviços prestados nas campanhas guerreiras do Sul. Possuía uma fazenda na Lapa, estado do Paraná.
Descobriu, nas suas andanças por estas bandas, os rebanhos de gado alçado e os campos propícios para a criação intensiva. Não teve dúvidas em se deslocar com parentes para fundar aqui, outra fazenda. Dois anos depois, por volta de 1842, o local foi escolhido para a fundação da vila, que, posteriormente, tornou-se município. Os pioneiros ergueram uma capela rústica com tábuas de pinheiro lascado a machado; construíram uma senzala e uma pequena casa. José Ferreira Bueno procurou contato com uma tribo de índios que habitava no local e foi incentivando o aprisionamento do gado, sem dono, para criar e tropear.
Posteriormente, José Ferreira Bueno marcou a data oficial para a fundação da povoação, no dia 25 de janeiro de 1845. Promoveu uma reunião de moradores e fazendeiros, improvisou uma festinha e fez a doação verbal da área de terreno com um milhão de metros quadrados para a edificação da futura cidade, com o nome de São Paulo de Lagoa Vermelha em homenagem ao padroeiro.
Os aborígines foram os primeiros habitantes da região e representavam os vários ramos da raça guarani. Depois disso, começam a chegar os imigrantes italianos, alemães e poloneses.
Em 1809 foram criados os primeiros quatro municípios do Rio Grande do Sul, Porto Alegre, Rio Pardo, Rio Grande e Santo Antônio da Patrulha. Este último compreendia todo o nordeste gaúcho, indo do litoral até Lagoa Vermelha. Em 22 de outubro de 1850, foi criado o município de Vacaria, tendo Lagoa Vermelha como distrito, mas em 16 de janeiro de 1857 a sede do município foi transferida para Lagoa Vermelha. Os habitantes de Vacaria não se conformaram com isso e a insatisfação gerada levou a Assembleia Legislativa a extinguir o município, voltando ambos, Lagoa Vermelha e Vacaria, a pertencer a Santo Antônio da Patrulha (Lei Estadual nº 391, de 26 de novembro de 1857).
Em razão de incessantes trabalhos de pessoas influentes da região, foi criado, pela Lei Provincial n° 1.018 de 12 de abril de 1876, o município de Lagoa Vermelha, incluindo Vacaria. A Vila (município) de Lagoa Vermelha só foi instalada, porém, no dia 18 de janeiro de 1877.
A reação em Vacaria contra o novo município de Lagoa Vermelha foi forte. Seus líderes não se conformaram com a situação e, em 1 de abril de 1878, foi novamente criado o município de Vacaria, suprimindo-se o de Lagoa Vermelha. A freguesia de Lagoa Vermelha, pelo Ato de 15 de outubro de 1878, voltou assim à condição de distrito de Vacaria.
Portanto, a primeira emancipação de Lagoa Vermelha, em 12 de abril de 1876, durou até 1 de abril de 1878, período em que a comunidade lagoense ficou sob a administração de uma Câmara de Vereadores nomeada.
A emancipação definitiva de Lagoa Vermelha viria a ocorrer em 10 de maio de 1881, pela Lei n° 1.309 e sua instalação definitiva, em 26 de janeiro de 1883. Até essa data, continuou subordinada a Vacaria.
De acordo com a lei federal nº 14.957, de 3 de setembro de 2024, fica conferido o título de Capital Nacional da Dança da Chula ao Município de Lagoa Vermelha, no Estado do Rio Grande do Sul.

## Geografia
Localiza-se a uma latitude 28º12'31" sul e a uma longitude 51º31'33" oeste, estando a uma altitude de 797 metros. Sua população estimada em 2019 é de 27.807 habitantes.
Fica situada na região nordeste do estado do Rio Grande do Sul, nos Campos de Cima da Serra. 

### Relevo
O relevo está representado pela Coxilha Grande, que separa os rios que correm para o norte, desaguando no Rio Pelotas, daqueles que correm para o sul, desaguando no Rio das Antas e no Alto Taquari.
As terras de Lagoa Vermelha são formadas por campos, planaltos e pequenas áreas de matos com a existência de araucária, existem montanhas em quantidades significativas. Quase todo o território é arável e propício a agricultura e criação de gado.
A altitude média está em torno de 750 metros acima do nível do mar. A máxima de 900 metros e a mínima pouco menos de 600 metros. A cidade, sede do município, está a 797 metros de altitude.

### Vegetação
Apesar do desmatamento, Lagoa Vermelha ainda possui uma floresta considerável. Ainda existem majestosos pinheiros (Araucaria angustifolia), madeira de lei com durabilidade e resistência, entre elas: cedro, tarumã, cambará, angico, canjarana, sapopema, bugre, ipê, canela, aroeira, pessegueiro bravo, araçá.
Entre as árvores frutíferas destacam-se: goiabeira, uvaia, ariticum, jaboticaba, pitanga, amora, ainda há grande variedade de plantas medicinais como: angico, marcela, pata de vaca, entre outras.

### Clima
Em razão da posição geográfica e da altitude o clima de Lagoa Vermelha é bom para a saúde e para uma série de culturas agrícolas de verão e de inverno, assim como também para a fruticultura. Está sujeito aos ventos frios do polo sul e andinos. Verificam-se, não raras vezes, bruscas mudanças de temperaturas. Há formação de geadas desde o início de abril até o mês de novembro. Em alguns invernos registram-se nevadas, às vezes assumindo maiores proporções, ocasionando prejuízos, como ocorreram nos meses de setembro de 1912 e agosto de 1965. A temperatura gira em torno de 17 graus Celsius. Os termômetros chegam a registrar a máxima de 30 graus à sombra e por vezes mínimas negativas.
| Maiores acumulados de precipitação em 24 horas registrados em Lagoa Vermelha por meses (INMET) | Maiores acumulados de precipitação em 24 horas registrados em Lagoa Vermelha por meses (INMET) | Maiores acumulados de precipitação em 24 horas registrados em Lagoa Vermelha por meses (INMET) | Maiores acumulados de precipitação em 24 horas registrados em Lagoa Vermelha por meses (INMET) | Maiores acumulados de precipitação em 24 horas registrados em Lagoa Vermelha por meses (INMET) | Maiores acumulados de precipitação em 24 horas registrados em Lagoa Vermelha por meses (INMET) |
| Mês                                                                                            | Acumulado                                                                                      | Data                                                                                           | Mês                                                                                            | Acumulado                                                                                      | Data                                                                                           |
| ---------------------------------------------------------------------------------------------- | ---------------------------------------------------------------------------------------------- | ---------------------------------------------------------------------------------------------- | ---------------------------------------------------------------------------------------------- | ---------------------------------------------------------------------------------------------- | ---------------------------------------------------------------------------------------------- |
| Janeiro                                                                                        | 90,5 mm                                                                                        | 06/01/1961                                                                                     | Julho                                                                                          | 93,6 mm                                                                                        | 21/07/2011                                                                                     |
| Fevereiro                                                                                      | 105,2 mm                                                                                       | 20/02/2003                                                                                     | Agosto                                                                                         | 98,5 mm                                                                                        | 17/08/1965                                                                                     |
| Março                                                                                          | 109,4 mm                                                                                       | 26/03/1963                                                                                     | Setembro                                                                                       | 125,4 mm                                                                                       | 22/09/2010                                                                                     |
| Abril                                                                                          | 152,5 mm                                                                                       | 16/04/1971                                                                                     | Outubro                                                                                        | 166 mm                                                                                         | 01/10/2001                                                                                     |
| Maio                                                                                           | 138,6 mm                                                                                       | 18/05/2005                                                                                     | Novembro                                                                                       | 77,2 mm                                                                                        | 09/11/1980                                                                                     |
| Junho                                                                                          | 92,4 mm                                                                                        | 18/06/2010                                                                                     | Dezembro                                                                                       | 84 mm                                                                                          | 21/12/1965                                                                                     |
| Período: 01/01/1961 a 31/08/1984 e a partir de 01/01/2000                                      |                                                                                                |                                                                                                |                                                                                                |                                                                                                |                                                                                                |

As chuvas são em geral abundantes, com alguns veranicos, mas sem causar consequências graves. A visibilidade atmosférica é das melhores do Rio Grande do Sul, não apresentando nevoeiros e tetos baixos de prolongada duração, que são dissipadas rapidamente pela ação do Sol logo nas primeiras horas do dia, com exceção dos períodos de nevadas quando a visibilidade é pouca.
Segundo dados do Instituto Nacional de Meteorologia (INMET), referentes ao período de 1961 a 1985 e a partir de 2000, a menor temperatura registrada em Lagoa Vermelha foi de −5,3 °C em 14 de julho de 2000, e a maior atingiu 35,8 °C em 2 de janeiro de 1963. O maior acumulado de precipitação em 24 horas foi de 166 milímetros (mm) em 1° de outubro de 2001. Outros grandes acumulados foram 152,5 mm em 16 de abril de 1971, 138,6 mm em 18 de maio de 2005, 125,4 mm em 22 de setembro de 2001, 109,4 mm em 26 de março de 1963, 105,2 mm em 20 de fevereiro de 2003 e 103,8 mm em 18 de setembro de 1972.
| Dados climatológicos para Lagoa Vermelha | Dados climatológicos para Lagoa Vermelha | Dados climatológicos para Lagoa Vermelha | Dados climatológicos para Lagoa Vermelha | Dados climatológicos para Lagoa Vermelha | Dados climatológicos para Lagoa Vermelha | Dados climatológicos para Lagoa Vermelha | Dados climatológicos para Lagoa Vermelha | Dados climatológicos para Lagoa Vermelha | Dados climatológicos para Lagoa Vermelha | Dados climatológicos para Lagoa Vermelha | Dados climatológicos para Lagoa Vermelha | Dados climatológicos para Lagoa Vermelha | Dados climatológicos para Lagoa Vermelha |
| Mês | Jan                                      | Fev                                      | Mar                                      | Abr                                      | Mai                                      | Jun                                      | Jul                                      | Ago                                      | Set                                      | Out                                      | Nov                                      | Dez                                      | Ano                                      |
| --- | ---------------------------------------- | ---------------------------------------- | ---------------------------------------- | ---------------------------------------- | ---------------------------------------- | ---------------------------------------- | ---------------------------------------- | ---------------------------------------- | ---------------------------------------- | ---------------------------------------- | ---------------------------------------- | ---------------------------------------- | ---------------------------------------- |
| Temperatura máxima recorde (°C) | 35,8                                     | 35,5                                     | 33,8                                     | 31,2                                     | 28,5                                     | 28,3                                     | 29                                       | 30,1                                     | 32,1                                     | 32,6                                     | 34,3                                     | 34,3                                     | 35,8                                     |
| Temperatura máxima média (°C) | 27,1                                     | 27,2                                     | 26                                       | 23,4                                     | 19,7                                     | 18,3                                     | 18                                       | 19,6                                     | 20,1                                     | 23,4                                     | 25,1                                     | 26,7                                     | 22,9                                     |
| Temperatura média compensada (°C) | 21,2                                     | 21                                       | 19,9                                     | 17,3                                     | 13,9                                     | 12,9                                     | 11,9                                     | 13,3                                     | 14,2                                     | 17,4                                     | 18,9                                     | 20,4                                     | 16,9                                     |
| Temperatura mínima média (°C) | 16,5                                     | 16,6                                     | 15,6                                     | 13,1                                     | 9,9                                      | 9,2                                      | 7,7                                      | 8,7                                      | 9,9                                      | 12,9                                     | 14,1                                     | 15,5                                     | 12,5                                     |
| Temperatura mínima recorde (°C) | 8,3                                      | 7,8                                      | 3,6                                      | 0,7                                      | −1,6                                     | −5                                       | −5,3                                     | −4                                       | −1,8                                     | 1,9                                      | 4,5                                      | 5,4                                      | −5,3                                     |
| Precipitação (mm) | 133,7                                    | 130,9                                    | 118,1                                    | 119,2                                    | 133,7                                    | 133,1                                    | 130,8                                    | 128,5                                    | 191,4                                    | 198,2                                    | 156,5                                    | 114                                      | 1 688,1                                  |
| Umidade relativa compensada (%) | 72,5                                     | 76                                       | 76,2                                     | 76,2                                     | 78,6                                     | 81,3                                     | 77,1                                     | 73,9                                     | 75,7                                     | 74,4                                     | 72                                       | -                                        | -                                        |
| Insolação (h) | 193,5                                    | 186,2                                    | 191,3                                    | 170,8                                    | 152,6                                    | 124,1                                    | 160                                      | 159,5                                    | 149                                      | 155,6                                    | 171                                      | 195,7                                    | 2 009,3                                  |
| Fonte: Instituto Nacional de Meteorologia (INMET) (normal climatológica de 1981-2010; recordes absolutos de temperatura: 01/01/1961 a 31/08/1984 e a partir de 01/01/2000) |                                          |                                          |                                          |                                          |                                          |                                          |                                          |                                          |                                          |                                          |                                          |                                          |                                          |

### Distritos
- Lagoa Vermelha  (1° Distrito)
- Santa Luzia
- Clemente Argolo
- Nossa Senhora de Fátima
- Capão do Cedro
- Tupinambá
- Sítio do Herval
- Boqueirão
- Pizzamiglio
- Rincão São Francisco
- Fátima - Fazenda dos Candeias

## Economia
A base econômica do município se concentra fundamentalmente na agropecuária e na indústria moveleira, tornando Lagoa Vermelha, como uma das principais produtoras de móveis do Rio Grande do Sul e do Brasil.
Lagoa Vermelha ainda possui outras empresas que contribuem para o crescimento do município como as que atuam desde o cultivo até o processamento e industrialização da aveia. Uma delas é a única no país que alia as atividades de produção, industrialização e comercialização da aveia, acontecendo de forma mais intensa nos Estados de São Paulo, Rio de Janeiro, Paraná, Santa Catarina e Rio Grande do Sul.
Segundo dados de 2016 do IBGE, o município de Lagoa Vermelha possuí um Produto interno bruto a preços correntes de $1.004 bilhão de reais (R$1.004.369.160,00), sendo o 75° município com maior PIB do Rio Grande do Sul, atrás de Não-Me-Toque, na 74ª posição, e à frente de Frederico Westphalen, na 76ª posição. Seu PIB per capita no mesmo ano foi de R$35.311,65.

## Naturais de renome
- Ana Amélia Lemos política brasileira. Senadora pelo Rio Grande do Sul (PP-RS) entre 2011 e 2019.